# Xã Floyd, Quận Putnam, Indiana
Xã Floyd (tiếng Anh: Floyd Township) là một xã thuộc quận Putnam, tiểu bang Indiana, Hoa Kỳ. Năm 2010, dân số của xã này là 4.011 người.